# Leucopis rotundogena
Leucopis rotundogena är en tvåvingeart som beskrevs av Tanasijtshuk 2003. Leucopis rotundogena ingår i släktet Leucopis och familjen markflugor. Inga underarter finns listade i Catalogue of Life.